# Hurricane Electric
Hurricane Electric是一家位于美国的全球互联网服务提供商。该公司提供IPv4和IPv6接入 以及位于美国佛利蒙（公司总部地址）的数据中心服务。

## 网络和对等策略
该公司在其全球网络中拥有超过144个PoP ，该公司网络和多达6340个其它网络交换IP数据 。该公司目标将其对等网络数量增加的超过一万个的规模以及加入超过150个互联网交换中心。
根据Euro-IX的说法，该公司是世界上最大的交换中心参与者，其参与的交换中心包括了所有73个Euro-IX的交换中心。

### IPv6 网络
该公司运营了世界上以对等数目计算的最大IPv6网络。其中大多数是原生IPv6对等会话。该公司也提供免费IPv6隧穿服务，为IPv4用户或无法接入IPv6网络的用户通过隧道提供IPv6服务。该公司提供了针对IPv6教育及培训的证书。
通过互联网交换中心，HE.net 还提供免费的 IPv6 Transit。